# HD 217731
HD 217731 — оранжевая звезда, находящаяся в созвездии Андромеда на расстоянии приблизительно 397,4 св. лет от Земли. По состоянию на 2007 год, радиус звезды оценивается в 7,57 солнечного радиуса. Исходя из отрицательной радиальной скорости, звезда приближается к Солнцу. Планет у HD 217731 обнаружено не было. Звезда видима невооружённым глазом на ночном небе.